# Breda TP40
Il Breda TP40 (TP sta per Trattrice Pesante) era un trattore d'artiglieria pesante italiano, impiegato dal Regio Esercito durante la seconda guerra mondiale.

## Storia
Alla fine degli anni trenta la Breda progettò una versione coloniale del Breda TP32 con motore diesel e pneumatici Pirelli "Artiglio". Nel 1940 fu presentato un primo prototipo con cabina aperta, seguito da un secondo con cassone di metallo identificato come Breda TP40.
Quest'ultimo venne accettato dal Regio Esercito il 24 marzo 1942 ed entrò in produzione in seguito a modifiche alla cabina ed al cassone. I primi esemplari ricevuti furono inviati sul fronte nordafricano nell'estate dello stesso anno. Il TP40 fu seguito dalla sua versione coloniale Trattrice Pesante coloniale Breda 41 o Breda TP41, la cui produzione continuò dopo l'8 settembre a favore della Wehrmacht. Il modello a benzina, presentato il 25 luglio 1942, invece non entrò mai in produzione.

## Tecnica

Una Trattrice Pesante coloniale Breda 41.

Il telaio è in acciaio fuso, con cabina chiusa arretrata. Il cassone, a differenza del prototipo, è il legno. La trazione è integrale su 4 ruote pneumatiche, con le anteriori direttrici. Posteriormente è presente un argano per la movimentazione delle artiglierie.
La Breda TP41 si distingue dalla versione normale per la gru con una gru installata anteriormente, azionata dall'argano tramite rinvii, che quando smontata viene fissata sulle sponde del cassone. Queste inoltre sono rinforzate rispetto alla versione normale.